# Autoba poliochroa
Autoba poliochroa là một loài bướm đêm trong họ Erebidae.